# Estación Simbolar (Belgrano)
Simbolar era una estación de ferrocarril ubicada en la localidad de Estación Simbolar, departamento Banda, provincia de Santiago del Estero, Argentina.

## Servicios
No presta servicios de pasajeros ni de cargas. Sus vías e instalaciones están a cargo de la empresa estatal Trenes Argentinos Cargas.